# NGC 4671
NGC 4671 este o galaxie eliptică situată în constelația Fecioara. A fost descoperită în 20 martie 1789 de către William Herschel. Se află la o distanță de 44,26 de megaparseci de Pământ.